# Baywood-Los Osos
Baywood-Los Osos és una població dels Estats Units a l'estat de Califòrnia. Segons el cens del 2000 tenia 14.351 habitants.

## Demografia
Segons el cens del 2000, Baywood-Los Osos tenia 14.351 habitants, 5.892 habitatges, i 3.876 famílies. La densitat de població era de 727,2 habitants per km².
Dels 5.892 habitatges en un 27,9% hi vivien nens de menys de 18 anys, en un 52,9% hi vivien parelles casades, en un 9,6% dones solteres, i en un 34,2% no eren unitats familiars. En el 25,6% dels habitatges hi vivien persones soles el 12,2% de les quals corresponia a persones de 65 anys o més que vivien soles. El nombre mitjà de persones vivint en cada habitatge era de 2,42 i el nombre mitjà de persones que vivien en cada família era de 2,91.
Per edats la població es repartia de la següent manera: un 21,6% tenia menys de 18 anys, un 7,6% entre 18 i 24, un 24,7% entre 25 i 44, un 27,1% de 45 a 60 i un 19% 65 anys o més.
L'edat mediana era de 43 anys. Per cada 100 dones de 18 o més anys hi havia 88,2 homes.
La renda mediana per habitatge era de 46.558 $ i la renda mediana per família de 55.838 $. Els homes tenien una renda mediana de 39.311 $ mentre que les dones 31.450 $. La renda per capita de la població era de 24.838 $. Entorn del 5% de les famílies i el 8,5% de la població estaven per davall del llindar de pobresa.

## Poblacions més properes
El següent diagrama mostra les poblacions més properes.